# Klotho

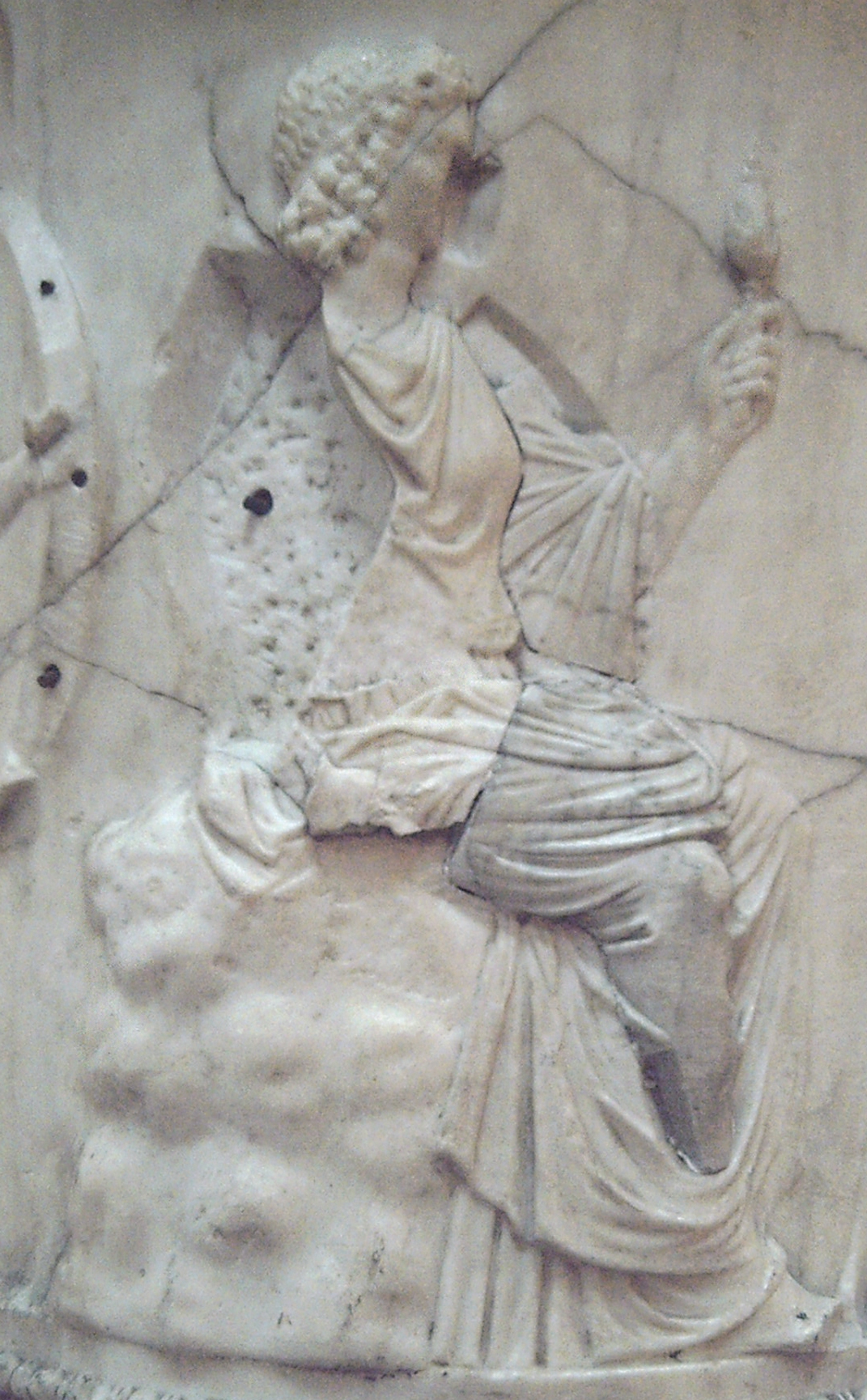
Klotho afgebeeld met een spinrok in de hand

Klotho (ook: Clotho, Oudgrieks Κλωθώ) is een van de schikgodinnen: geesten in de Griekse en Romeinse religie die het lot van een mens bepaalden. Klotho is de spinster, die de levensdraad spon. Ze is de dochter van Zeus en de titane Themis. Ze wordt over het algemeen als een lelijke oude vrouw afgebeeld met een spinnewiel of met een spinrok in de hand.
De andere schikgodinnen zijn:
- Lachesis (“de verdeelster”, die de draad afmat en aldus bepaalde hoelang iemand nog te leven had)
- Atropos (“de onafwendbare”, die iemands draad afknipte als zijn tijd gekomen was)

## Trivia
- De naam Clotho is terug te vinden in het Griekse woord κλοθειν (klothein), wat "spinnen" betekent.
- Er bestaat ook een kromme die haar naam draagt: de clothoïde. Deze oneindige, spiraalvormige kromme wordt gebruikt als overgangsboog bij het ontwerpen van wegen. Deze boog kan op elke mogelijke plaats afgesneden worden om de overgang van een recht stuk weg naar een bocht te maken of kan de overgang tussen twee bochten vormen. Doordat de clothoïde op elk punt kan doorgeknipt worden om te passen tussen twee stukken weg, is de analogie met het doorknippen van de levensdraad niet ver te zoeken.
- In 1997 is een proteïne ontdekt die ook Klotho werd genoemd. Het is een proteïne die mee het verouderingsproces bepaalt. Gemuteerde muizen die een verhoogde hoeveelheid van deze proteïne bezaten, leefden tot 2 keer zo lang als hun natuurlijke soortgenoten.
- "97 Klotho" is een tamelijk grote planetoïde uit de planetoïdengordel.